# Philatélie à Paris
 (juillet 2024).
Si vous disposez d'ouvrages ou d'articles de référence ou si vous connaissez des sites web de qualité traitant du thème abordé ici, merci de compléter l'article en donnant les références utiles à sa vérifiabilité et en les liant à la section « Notes et références ».
À cause du nombre d'habitants et de la facilité d'accès à cette ville, Paris concentre un grand nombre d'associations, de commerces, d'institutions et de lieux consacrés à la philatélie et ouverts aux collectionneurs.
Évidemment, les autres villes de France disposent de marchands de timbres, d'associations de collectionneurs et d'expositions régulières. Néanmoins, Paris présente un nombre important de commerces. En France, seule la ville d'Amiens se distingue particulièrement, grâce à l'installation depuis le XIXe siècle de la famille Yvert, fondatrice de l'éditeur philatélique Yvert et Tellier.

## Postes et philatélie institutionnelles

### La Poste
Le siège social de La Poste, héritière des PTT, se trouve à Paris, ainsi que ses services destinés à la production des timbres-poste.
Le boulevard Brune, un des boulevards des maréchaux du 14e arrondissement, est l'adresse actuelle du Service national des timbres-poste et de la philatélie (SNTP), chargé de la préparation des émissions, et de l'Association pour le développement de la philatélie qui regroupe divers représentant de la poste et des collectionneurs. 
Jusqu'au déménagement des années 1960 vers Boulazac, près de Périgueux, les timbres-poste sont imprimés à Paris : à la Monnaie de Paris par Anatole Hulot de 1848 à 1876, par la Banque de France puis les postes elles-mêmes dans la rue d'Hauteville de 1880 à 1895. De 1895 à 1970, l'Atelier des timbres-poste est construit au 103 du boulevard Brune.
Parmi les nombreux bureaux de poste parisiens, la poste centrale du Louvre, dans la rue du même nom, dispose d'un guichet spécialisé dans la philatélie. Le reste du bureau a la particularité d'être ouvert presque 24 heures sur 24, tous les jours de l'année. Il sert parfois de lieu de manifestations philatéliques improvisées lors des changements qui ont lieu à minuit : dépôt des déclarations d'impôt au dernier moment, lors de l'émission des Marianne du 14 juillet en euro le 1er janvier 2002.
Boulevard de Vaugirard, près de la gare de Paris-Montparnasse, a été édifié le Musée de La Poste. Outre des expositions liées aux métiers postaux, le bâtiment accueille une collection philatélique importante, une bibliothèque postale et philatélique accessible au public, et il sert de siège à plusieurs associations philatéliques comme l'Académie de philatélie, l'Académie européenne de philatélie et Art du timbre gravé (ATG).

### Timbres coloniaux et d'outre-mer
De 1894 à 1994, les administrations successivement responsables des colonies, des territoires d'outre-mer et des relations de coopération avec les anciennes colonies devenues États indépendantes, ont maintenu un lieu de vente des timbres de ces territoires dans Paris, au profit des collectionneurs.
Le ministère des Colonies avait commencé en 1894 dans le pavillon de Flore du palais du Louvre. Ce ministère, puis à différentes adresses : 10 rue du Mont-Thabor, rue Vaneau et 80 rue du Faubourg-Saint-Denis.
Après les indépendances de 1958 à 1960, l'Agence des timbres-poste d'outre-mer, partie du Bureau d'études des postes et télécommunications d'outre-mer (BEPTOM), reprend cette vente dans l'avenue de la Bourdonnais. Elle vend les timbres que le BEPTOM produit pour les territoires d'outre-mer autonomes postalement et les États d'Afrique acceptant son aide postale.
Cette agence ferme le 1er janvier 1995 avec la disparition du BEPTOM. La vente est poursuivie pour les collectivités territoriales et les territoires d'outre-mer français par correspondance et dans les points philatélie par le Service national du timbre-poste, devenu Phil@poste en 2006.

## Le commerce philatélique
Les marchands de timbres, experts philatéliques et négociants se concentrent pour une bonne partie d'entre eux dans quelques lieux parisiens.

### La rue Drouot
Dans le 9e arrondissement de Paris, la rue Drouot est connue pour être un des centres de vente aux enchères en France, avec la présence de l'Hôtel Drouot où ont lieu des ventes d'objets d'art, de mobilier, de collections diverses, etc. Dès la fin du XIXe siècle, des marchands de timbres s'y installent. Parmi les plus célèbres, on trouve Théodore Champion qui réussit à imposer la collection des timbres neufs du monde entier, Octave Roumet créateur de la vente sur offres philatélique, la maison Robineau, l'expert Roger Calves et la maison de vente Le Timbre Classique / Jamet Baudot Pothion. 
La bibliothèque municipale installée dans le bâtiment voisin de l'Hôtel Drouot est la seule bibliothèque municipale de la ville à disposer dans ses ouvrages usuels de l'intégralité du catalogue de timbres français et étrangers d'Yvert et Tellier aux côtés des catalogues de la maison de vente voisine.
Au nord de cette rue, les rues de Châteaudun et La Fayette accueillent également des marchands de timbres et le magasin parisien de l'éditeur Yvert et Tellier.

### Le passage des Panoramas
Près de la rue Drouot, le passage des Panoramas est un passage couvert du 2e arrondissement qui relie le boulevard Montmartre à la rue Saint-Marc. Dans ce passage, parmi les restaurants, sont installés plusieurs marchands de timbres et de cartes postales.
Au sud de cette galerie, près de la Bourse, on trouve des marchands de pièces et monnaies, ainsi que la boutique de l'éditeur Cérès, un des concurrents français d'Yvert et Tellier.

### Le Carré Marigny
Dès les premières années de la « timbromanie », comme cette collection fut appelée, les collectionneurs ont cherché à se rencontrer pour faire des échanges. Faute d'associations alors, les jardins parisiens ont servi de lieux de rencontre : le Palais-Royal en 1860, puis le jardin du Luxembourg par exemple.
En 1887, un propriétaire cède à la ville de Paris le terrain du Carré Marigny contre la promesse d'y installer un marché aux timbres. Près de l'avenue des Champs-Élysées et du palais de l'Élysée, le marché des marchands professionnels est installé sur l'avenue Gabriel les jeudi, samedi, dimanche et jours fériés. Chaque année, une manifestation attire davantage de marchands, les « Quatre Jours de Marigny ».
Les collectionneurs désirant légalement échanger des timbres, télécartes ou pièces de monnaie (la vente est théoriquement illégale) ont pris l'habitude d'utiliser les bancs de l'avenue Matignon qui croise l'avenue Gabriel.

## L'édition philatélique
Certains de ses négociants sont simultanément éditeurs, comme la Roumet SA ou Brun & Fils.
Les deux principaux magazines philatéliques français, L'Écho de la timbrologie et Timbres magazine ont leur rédaction installée dans Paris. Le premier est installé rue de Liège. Timbropresse, éditeur du second, a ses locaux rue du Sentier.

## Expositions et salons
Paris a accueilli plusieurs expositions internationales de philatélie. Actuellement, la ville accueille trois manifestations d'importance. Par ailleurs, la Fédération française des associations philatéliques organise son congrès et un salon simultanément dans une ville de province.
Les expositions internationales Philexfrance de juin 1982, juillet 1989 et juillet 1999 se sont déroulées au CNIT et au parc des expositions de la porte de Versailles.
Dans les années 2000, a été créée une manifestation biennale fin juin-début juillet. Le Salon du timbre a lieu au Parc floral dans le Bois de Vincennes.
Chaque année depuis 1946, la Chambre française des négociants et experts en philatélie organise le Salon philatélique d'automne. Depuis 1988, il se déroule dans l'Espace Champerret, près de la porte de Champerret.